# Великий Гэтсби (фильм, 1974)
«Великий Гэтсби» (англ. The Great Gatsby) — кинофильм. Третья по счету экранизация одноимённого романа Фрэнсиса Скотта Фицджеральда. 2 премии «Оскар».

## Сюжет
Основан на одноимённом романе: в «ревущие двадцатые» в Нью-Йорке появляется никому ранее неизвестный богач по имени Джей Гэтсби, задающий роскошные вечеринки, на которых собираются богатые прожигатели жизни. Ник Каррауэй, живущий по соседству с Гэтсби, получает приглашение на одну из таких вечеринок, и вскоре они становятся приятелями. Гэтсби обращается к Нику со странной просьбой: пригласить на чаепитие Дейзи Бьюкенен, кузину Ника. Выясняется, что пять лет назад никому не известный лейтенант Джей Гетц был влюблён в красотку Дейзи, девушку из состоятельной семьи. Однако она вышла замуж за Тома Бьюкенена, человека из своего круга. Теперь, фантастически разбогатев, Гетц — Гэтсби хочет вернуть прошлое и вновь завоевать Дейзи.

## В ролях
- Роберт Редфорд — Джей Гэтсби
- Миа Фэрроу — Дейзи Бьюкенен
- Брюс Дерн — Том Бьюкенен
- Карен Блэк — Миртл Уилсон
- Скотт Уилсон — Джордж Уилсон
- Сэм Уотерстон — Ник Кэррауэй
- Лоис Чайлз — Джордан Бейкер
- Эдвард Херрманн — Эвинг Клипспрингер

## Награды и номинации

### Награды
- 1974 BSC
  - Лучший оператор (Дуглас Слокомб)
- 1975 Оскар
  - Лучший дизайн костюмов (Тиони В. Олдридж)
  - Лучшая музыка (Нельсон Ридл)
- 1975 BAFTA
  - Лучший арт-директор (Джон Бокс)
  - Лучший оператор (Дуглас Слокомб)
  - Лучший художник по костюмам (Тиони В. Олдридж)
- 1975 Золотой глобус
  - Лучшая актриса второго плана (Кэрин Блэк)

### Номинации
- 1975 Золотой глобус
  - Лучший актёр второго плана (Брюс Дерн)
  - Лучший актёр второго плана (Сэм Уотерстон)
  - Лучший актёрский дебют в мужской роли (Сэм Уотерстон)